# Kápolnásnyék
Kápolnásnyék è un comune dell'Ungheria di 3.324 abitanti (dati 2001). È situato nella contea di Fejér.
Qua è nato il grande poeta romantico Mihály Vörösmarty e il calciatore Ádám Vass.